# The Life
『The Life』（ザ ライフ）は、NHK福岡放送局が制作し、九州・沖縄地方の総合テレビで2021年4月16日から放送の報道・地域情報番組である。

## 概要
2016年4月22日から5年にわたり放送された『実感ドドド!』の後継番組として、2021年4月16日から放送を開始した番組である。番組のコンセプトとして「九州・沖縄地域の現在・過去・未来にわたる様々なライフ（人生・生活・生命）に関わる事象に、鋭く、深く切り込む25分。地域の課題に真正面から向き合うジャーナルな切り口に加え、上質なエンターテインメントも。NHKのネットワークを活かし、ライフに役立ち、ライフを豊かにする番組を目指す。」と記載されている。毎回キャスターがゲストを招いてディスカッションする番組を放送するとは限らない。また、内外部を問わずナレーターを起用し、九州・沖縄の各局記者が現地へ取材をもとに課題点などをドキュメンタリー番組も放送される。
2022年6月3日、九州地方に大雨（梅雨）の季節がやってくるのに伴い、集中豪雨や洪水災害のような非常時の備えや避難に対する色々な疑問や不安など、九州各地の知恵をシェアして困惑の声に応え、防災力アップを目標にお笑いコンビパンクブーブーの黒瀬純（福岡県篠栗町出身）、タレントの中上真亜子（熊本県出身）、実業家の髙田明（長崎県出身）、九州大学工学部の塚原健一教授を招いて、福岡放送局のスタジオとオンラインで視聴者や自治体担当者も参加する番組「みんなで知恵シェア 九州防災ライブ」を72分拡大して生放送された。
放送終了後、NHKプラスの「ご当地プラス（九州・沖縄エリア）」において見逃し配信の対象となっている。（2週間視聴可能）

## 現在の出演者

### メインキャスター
- 廣瀬雄大[4]（NHK福岡アナウンサー、2022年4月8日 - ）

## 過去の出演者

### メインキャスター
- 魚住優（NHK福岡アナウンサー・当時、『実感ドドド!』より続投　2021年4月16日 - 2022年3月25日）

## 放送日時
以下、日本標準時（JST）。
本放送
九州・沖縄の総合テレビ：金曜 19:30 - 19:55
再放送
九州・沖縄の総合テレビ：土曜 07:35 - 08:00

### 特記事項
- 年間10本程度（概ね月1回程度）は、九州地区8県9局（福岡県の福岡・北九州局は同じ内容）ごとの県域差し替え番組を放送するため、この週は休止となる。
  - 福岡地域・北九州地域（福岡県域扱い）:＃てれふく
  - 佐賀県:SAGA SOUL-さが魂-
  - 長崎県:長崎スペシャル
  - 大分県:@おおいた、ぶんぶん探検隊
  - 熊本県:くまもとの風
  - 宮崎県:プラスみやざき
  - 鹿児島県：かごスピ
  - 沖縄県:きんくる 〜沖縄金曜クルーズ〜